# Coppa del Mondo di snowboard 1999
La Coppa del Mondo di snowboard 1999 è stata la quinta edizione della manifestazione organizzata dalla Federazione Internazionale Sci e Snowboard; ha avuto inizio il 13 novembre 1998 a Zell am See, in Austria, e si è conclusa il 14 marzo 1999 a Valdaora, in Italia.
Sia in campo maschile che in campo femminile è stata assegnata una coppa generale, somma dei punteggi di tutte le gare, e una di specialità per ognuna delle quattro discipline: slalom, slalom gigante, snowboard cross e halfpipe.

## Uomini

### Risultati
| Data             | Località             | Nazione      | Spec. | Primo              | Secondo             | Terzo                   |
| ---------------- | -------------------- | ------------ | ----- | ------------------ | ------------------- | ----------------------- |
| 13 novembre 1998 | Zell am See          | Austria      | PSL   | Werner Ebenbauer   | Mathieu Chiquet     | Stephen Copp            |
| 14 novembre 1998 | Zell am See          | Austria      | GS    | Harald Walder      | Stefan Kaltschütz   | Maxence Idesheim        |
| 20 novembre 1998 | Tandådalen           | Svezia       | PGS   | Jasey Jay Anderson | Mathieu Bozzetto    | Stephen Copp            |
| 23 novembre 1998 | Tandådalen           | Svezia       | HP    | Ross Powers        | Zach Horwitz        | Jonathan Collomb-Patton |
| 23 novembre 1998 | Tandådalen           | Svezia       | HP    | Tommy Czeschin     | Fredrik Sterner     | Daniel Nordin           |
| 28 novembre 1998 | Sestriere            | Italia       | PSL   | Nicolas Huet       | Elmar Messner       | Mathieu Chiquet         |
| 29 novembre 1998 | Sestriere            | Italia       | GS    | Jeff Archibald     | Nicolas Huet        | Richard Richardsson     |
| 4 dicembre 1998  | Ischgl               | Austria      | PSL   | Mathieu Chiquet    | Maxence Idesheim    | Mathieu Bozzetto        |
| 10 dicembre 1998 | Whistler             | Canada       | SG    | Ian Price          | Mark Fawcett        | Richard Richardsson     |
| 11 dicembre 1998 | Whistler             | Canada       | HP    | Fredrik Sterner    | Ross Powers         | Markus Jonsson          |
| 12 dicembre 1998 | Whistler             | Canada       | SBX   | Scott Gaffney      | Ben Wainwright      | Mathieu Morency         |
| 15 dicembre 1998 | Monte Bachelor       | Stati Uniti  | SG    | Mark Fawcett       | Jeff Archibald      | Jeff Greenwood          |
| 16 dicembre 1998 | Monte Bachelor       | Stati Uniti  | HP    | Ross Powers        | Tommy Czeschin      | Michael Michalchuk      |
| 5 gennaio 1999   | Morzine              | Francia      | PGS   | Mathieu Bozzetto   | Mathieu Chiquet     | Werner Ebenbauer        |
| 6 gennaio 1999   | Morzine              | Francia      | PSL   | Markus Ebner       | Mathieu Bozzetto    | Richard Richardsson     |
| 7 gennaio 1999   | Morzine              | Francia      | HP    | Sébastien Vassoney | Fredrik Sterner     | Jonathan Collomb-Patton |
| 20 gennaio 1999  | Gstaad               | Svizzera     | GS    | Elmar Messner      | Stefan Kaltschütz   | Maxence Idesheim        |
| 22 gennaio 1999  | Grächen              | Svizzera     | SBX   | Darren Chalmers    | Sylvain Duclos      | Jeff Greenwood          |
| 25 gennaio 1999  | Madonna di Campiglio | Italia       | GS    | Darren Chalmers    | Stefan Kaltschütz   | Jeff Archibald          |
| 30 gennaio 1999  | Mont-Sainte-Anne     | Canada       | GS    | Charlie Cosnier    | Ian Price           | Jasey Jay Anderson      |
| 31 gennaio 1999  | Mont-Sainte-Anne     | Canada       | HP    | Guillaume Morisset | Tommy Czeschin      | Guy Deschesne           |
| 5 febbraio 1999  | Park City            | Stati Uniti  | PSL   | Mathieu Bozzetto   | Richard Richardsson | Mathieu Chiquet         |
| 6 febbraio 1999  | Park City            | Template:USQ | HP    | Ross Powers        | Tommy Czeschin      | Ricky Bower             |
| 7 febbraio 1999  | Park City            | Stati Uniti  | GS    | Stefan Kaltschütz  | Jasey Jay Anderson  | Mathieu Bozzetto        |
| 4 febbraio 1999  | Asahikawa            | Giappone     | PSL   | Mathieu Bozzetto   | Nicolas Huet        | Dieter Moherndl         |
| 6 febbraio 1999  | Asahikawa            | Giappone     | HP    | Ross Powers        | Shin’ichi Watanabe  | Tommy Czeschin          |
| 19 febbraio 1999 | Naeba                | Giappone     | PGS   | Stefan Kaltschütz  | Felix Stadler       | Mathieu Chiquet         |
| 20 febbraio 1999 | Naeba                | Giappone     | HP    | Ross Powers        | Tommy Czeschin      | Fredrik Sterner         |
| 20 febbraio 1999 | Naeba                | Giappone     | PSL   | Nicolas Huet       | Mathieu Bozzetto    | Anton Pogue             |
| 5 marzo 1999     | Kreischberg          | Austria      | SBX   | Zeke Steggall      | Henrik Jansson      | Sylvain Duclos          |
| 6 marzo 1999     | Kreischberg          | Austria      | PSL   | Nicolas Huet       | Harald Walder       | Dejan Košir             |
| 11 marzo 1999    | Valdaora             | Italia       | PGS   | Mathieu Bozzetto   | Karl Frenademez     | Richard Richardsson     |
| 12 marzo 1999    | Valdaora             | Italia       | PSL   | Mathieu Bozzetto   | Mathias Behounek    | Stefan Kaltschütz       |
| 13 marzo 1999    | Valdaora             | Italia       | HP    | Ross Powers        | Mathieu Justafre    | Zach Horwitz            |
| 14 marzo 1999    | Valdaora             | Italia       | SBX   | Pontus Ståhlkloo   | Magnus Sterner      | Ben Wainwright          |

Legenda:

PSL = Slalom parallelo

SL = Slalom

GS = Slalom gigante

SG = Supergigante

SBX = Snowboard cross

HP = Halfpipe

### Classifiche

#### Generale
| Pos. | Nome                | Nazione      | Punti |
| ---- | ------------------- | ------------ | ----- |
| 1    | Mathieu Bozzetto    | Francia      | 1263  |
| 2    | Stefan Kaltschütz   | Austria      | 1081  |
| 3    | Ross Powers         | Stati Uniti  | 978   |
| 4    | Nicolas Huet        | Francia      | 932   |
| 5    | Mathieu Chiquet     | Francia      | 872   |
| 6    | Magnus Sterner      | Svezia       | 860   |
| 7    | Richard Richardsson | Svezia       | 810   |
| 8    | Tommy Czeschin      | Template:USQ | 708   |
| 9    | Maxence Idesheim    | Francia      | 694   |
| 10   | Werner Ebenbauer    | Austria      | 662   |

#### Slalom
| Pos. | Nome                | Nazione | Punti |
| ---- | ------------------- | ------- | ----- |
| 1    | Mathieu Bozzetto    | Francia | 5850  |
| 2    | Mathieu Chiquet     | Francia | 4700  |
| 3    | Nicolas Huet        | Francia | 4640  |
| 4    | Werner Ebenbauer    | Austria | 3250  |
| 5    | Richard Richardsson | Svezia  | 2990  |

#### Slalom gigante
| Pos. | Nome                | Nazione     | Punti |
| ---- | ------------------- | ----------- | ----- |
| 1    | Stefan Kaltschütz   | Austria     | 6600  |
| 2    | Jeff Archibald      | Stati Uniti | 4460  |
| 3    | Mathieu Bozzetto    | Francia     | 4270  |
| 4    | Richard Richardsson | Svezia      | 3830  |
| 5    | Maxence Idesheim    | Francia     | 3650  |

#### Snowboard cross
| Pos. | Nome           | Nazione   | Punti |
| ---- | -------------- | --------- | ----- |
| 1    | Sylvain Duclos | Francia   | 1760  |
| 2    | Magnus Sterner | Svezia    | 1750  |
| 3    | Ben Wainwright | Canada    | 1690  |
| 4    | Zeke Steggall  | Australia | 1640  |
| 5    | Henrik Jansson | Svezia    | 1590  |

#### Halfpipe
| Pos. | Nome            | Nazione     | Punti |
| ---- | --------------- | ----------- | ----- |
| 1    | Ross Powers     | Stati Uniti | 7090  |
| 2    | Tommy Czeschin  | Stati Uniti | 5660  |
| 3    | Fredrik Sterner | Svezia      | 4960  |
| 4    | Zach Horwitz    | Stati Uniti | 3970  |
| 5    | Markus Jonsson  | Svezia      | 2530  |

## Donne

### Risultati
| Data             | Località             | Nazione     | Spec. | Prima             | Seconda           | Terza                    |
| ---------------- | -------------------- | ----------- | ----- | ----------------- | ----------------- | ------------------------ |
| 13 novembre 1998 | Zell am See          | Austria     | PSL   | Manuela Riegler   | Heidi Renoth      | Marion Posch             |
| 14 novembre 1998 | Zell am See          | Austria     | GS    | Margherita Parini | Karine Ruby       | Birgit Herbert           |
| 20 novembre 1998 | Tandådalen           | Svezia      | PGS   | Lidia Trettel     | Karine Ruby       | Heidi Renoth             |
| 23 novembre 1998 | Tandådalen           | Svezia      | HP    | Michelle Taggart  | Kim Stacey        | Doriane Vidal            |
| 23 novembre 1998 | Tandådalen           | Svezia      | HP    | Doriane Vidal     | Anna Hellman      | Tricia Byrnes            |
| 28 novembre 1998 | Sestriere            | Italia      | PSL   | Karine Ruby       | Manuela Riegler   | Isabelle Blanc           |
| 29 novembre 1998 | Sestriere            | Italia      | GS    | Margherita Parini | Karine Ruby       | Isabelle Blanc           |
| 4 dicembre 1998  | Ischgl               | Austria     | PSL   | Karine Ruby       | Isabelle Blanc    | Birgit Herbert           |
| 10 dicembre 1998 | Whistler             | Canada      | SG    | Sondra Van Ert    | Margherita Parini | Ursula Fingerlos         |
| 1 dicembre 1998  | Whistler             | Canada      | HP    | Tricia Byrnes     | Doriane Vidal     | Kim Stacey               |
| 13 dicembre 1998 | Whistler             | Canada      | SBX   | Maëlle Ricker     | Sophia Bergdahl   | Manuela Riegler          |
| 15 dicembre 1998 | Monte Bachelor       | Stati Uniti | SG    | Rosey Fletcher    | Karine Ruby       | Sondra Van Ert           |
| 16 dicembre 1998 | Monte Bachelor       | Stati Uniti | HP    | Tricia Byrnes     | Shannon Dunn      | Doriane Vidal            |
| 5 gennaio 1999   | Morzine              | Francia     | PSL   | Marion Posch      | Karine Ruby       | Sara Fischer             |
| 6 gennaio 1999   | Morzine              | Francia     | PGS   | Manuela Riegler   | Carmen Ranigler   | Isabel Zedlacher         |
| 7 gennaio 1999   | Morzine              | Francia     | HP    | Valerie Bourdier  | Doriane Vidal     | Sabine Wehr-Hasler       |
| 20 gennaio 1999  | Gstaad               | Svizzera    | GS    | Sondra Van Ert    | Margherita Parini | Manuela Riegler          |
| 22 gennaio 1999  | Grächen              | Svizzera    | SBX   | Ursula Fingerlos  | Manuela Riegler   | Angelique Correze-Hubert |
| 25 gennaio 1999  | Madonna di Campiglio | Italia      | GS    | Karine Ruby       | Isabelle Blanc    | Sondra Van Ert           |
| 30 gennaio 1999  | Mont-Sainte-Anne     | Canada      | GS    | Sondra Van Ert    | Claudia Riegler   | Margherita Parini        |
| 31 gennaio 1999  | Mont-Sainte-Anne     | Canada      | HP    | Kim Stacey        | Tricia Byrnes     | Lori Glazier             |
| 5 febbraio 1999  | Park City            | Stati Uniti | PSL   | Sandra Farmand    | Manuela Riegler   | Karine Ruby              |
| 6 febbraio 1999  | Park City            | Stati Uniti | HP    | Tricia Byrnes     | Kim Stacey        | Sabine Wehr-Hasler       |
| 7 febbraio 1999  | Park City            | Stati Uniti | GS    | Margherita Parini | Karine Ruby       | Nathalie Desmares        |
| 13 febbraio 1999 | Asahikawa            | Giappone    | PSL   | Marion Posch      | Karine Ruby       | Manuela Riegler          |
| 14 febbraio 1999 | Asahikawa            | Giappone    | HP    | Tricia Byrnes     | Doriane Vidal     | Anna Hellman             |
| 19 febbraio 1999 | Naeba                | Giappone    | PGS   | Lidia Trettel     | Margherita Parini | Karine Ruby              |
| 20 febbraio 1999 | Naeba                | Giappone    | HP    | Tricia Byrnes     | Doriane Vidal     | Kim Stacey               |
| 20 febbraio 1999 | Naeba                | Giappone    | PSL   | Marion Posch      | Heidi Renoth      | Manuela Riegler          |
| 5 marzo 1999     | Kreischberg          | Austria     | SBX   | Sophia Bergdahl   | Manuela Riegler   | Katrin Winkler           |
| 6 marzo 1999     | Kreischberg          | Austria     | PSL   | Isabelle Blanc    | Dorothée Fournier | Heidi Renoth             |
| 11 marzo 1999    | Valdaora             | Italia      | PGS   | Manuela Riegler   | Isabelle Blanc    | Margherita Parini        |
| 12 marzo 1999    | Valdaora             | Italia      | PSL   | Marion Posch      | Isabelle Blanc    | Karine Ruby              |
| 13 marzo 1999    | Valdaora             | Italia      | HP    | Tricia Byrnes     | Valerie Bourdier  | Kim Stacey               |
| 14 marzo 1999    | Valdaora             | Italia      | SBX   | Ursula Fingerlos  | Manuela Riegler   | Janet Jonsson            |

Legenda:

PSL = Slalom parallelo

SL = Slalom

GS = Slalom gigante

SG = Supergigante

SBX = Snowboard cross

HP = Halfpipe

### Classifiche

#### Generale
| Pos. | Nome              | Nazione     | Punti |
| ---- | ----------------- | ----------- | ----- |
| 1    | Manuela Riegler   | Austria     | 1479  |
| 2    | Karine Ruby       | Francia     | 1460  |
| 3    | Ursula Fingerlos  | Austria     | 1202  |
| 4    | Marion Posch      | Italia      | 1043  |
| 5    | Margherita Parini | Italia      | 984   |
| 6    | Sophia Bergdahl   | Svezia      | 942   |
| 7    | Tricia Byrnes     | Stati Uniti | 925   |
| 8    | Isabelle Blanc    | Francia     | 911   |
| 9    | Lidia Trettel     | Italia      | 788   |
| 10   | Sondra Van Ert    | Stati Uniti | 761   |

#### Slalom
| Pos. | Nome            | Nazione  | Punti |
| ---- | --------------- | -------- | ----- |
| 1    | Marion Posch    | Italia   | 5500  |
| 2    | Karine Ruby     | Francia  | 5250  |
| 3    | Manuela Riegler | Austria  | 4750  |
| 4    | Sandra Farmand  | Germania | 3620  |
| 5    | Heidi Renoth    | Germania | 3560  |

#### Slalom gigante
| Pos. | Nome              | Nazione     | Punti |
| ---- | ----------------- | ----------- | ----- |
| 1    | Margherita Parini | Italia      | 7500  |
| 2    | Karine Ruby       | Francia     | 7100  |
| 3    | Sondra Van Ert    | Stati Uniti | 5840  |
| 4    | Lidia Trettel     | Italia      | 5120  |
| 5    | Claudia Riegler   | Austria     | 4490  |

#### Snowboard cross
| Pos. | Nome             | Nazione     | Punti |
| ---- | ---------------- | ----------- | ----- |
| 1    | Ursula Fingerlos | Austria     | 2450  |
| 2    | Manuela Riegler  | Austria     | 2400  |
| 3    | Sophia Bergdahl  | Svezia      | 2200  |
| 4    | Maëlle Ricker    | Canada      | 1450  |
| 5    | Lesley McKenna   | Regno Unito | 1170  |

#### Halfpipe
| Pos. | Nome               | Nazione     | Punti |
| ---- | ------------------ | ----------- | ----- |
| 1    | Tricia Byrnes      | Stati Uniti | 7400  |
| 2    | Doriane Vidal      | Francia     | 5900  |
| 3    | Kim Stacey         | Stati Uniti | 5400  |
| 4    | Sabine Wehr-Hasler | Germania    | 3860  |
| 5    | Anna Hellman       | Svezia      | 3800  |